# Cratere Jumaisat
Jumaisat  è un cratere sulla superficie di Venere.